# ジョン・フランケンハイマー
ジョン・フランケンハイマー（John Frankenheimer、本名: John Michael Frankenheimer、1930年2月19日 - 2002年7月6日）は、アメリカ合衆国の映画監督。

## 略歴
1930年、ニューヨーク州ロングアイランドにて、ドイツ出身のユダヤ系の父親とアイルランド系の母親の間に生まれる。1951年にマサチューセッツ州にある大学を卒業。
アメリカ空軍の映画班で記録映画を撮った後、テレビ界入りし、1957年に映画界に進出する。ドキュメンタリー・タッチで、男っぽい骨太な作風などが評価された。バート・ランカスター主演の硬骨な主人公を描いた社会的な作品、及び政治的な題材を採り上げたサスペンス作品の評価が高いが、豪快なアクション物等娯楽作品も得意とした。F1グランプリのモータースポーツを採り上げた『グラン・プリ』ではレース・チームのオーナー役に三船敏郎を起用した。後の『最後のサムライ ザ・チャレンジ』でも三船や中村敦夫などを起用し、日本未公開だが2016年にカナザワ映画祭2016で上映された。
晩年は主にテレビ映画で活躍しエミー賞を数回受賞している。
2002年7月6日、脊髄手術後の合併症により死去。

## 監督作品
- 『孤独の青春』 The Young Stranger（1959）
- 『明日なき十代』 The Young Savages（1961）
- 『終身犯』 Birdman of Alcatraz（1962）
- 『影なき狙撃者』 The Manchurian Candidate（1962）
- 『五月の七日間』 Seven Days in May（1964）
- 『大列車作戦』 The Train（1965）
- 『セコンド/アーサー・ハミルトンからトニー・ウィルソンへの転身』 Seconds（1966）
- 『グラン・プリ』 Grand Prix（1966）
- 『フィクサー』 The Fixer（1968）
- 『さすらいの大空』 The Gypsy Moths（1969）
- 『ホースメン』 The Horsemen（1970）
- 『氷人来たる』 The Iceman Cometh（1973）
- 『殺し屋ハリー/華麗なる挑戦』 99 and 44/100% Dead（1974）
- 『フレンチ・コネクション2』 French Connection II（1975）
- 『ブラック・サンデー』 Black Sunday（1977）
- 『プロフェシー/恐怖の予言』 Prophecy（1979）
- 『最後のサムライ ザ・チャレンジ』 The Challenge（1982）
- 『第三帝国の遺産』 The Holcroft Covenant（1985）
- 『デス・ポイント/非情の罠』 52 Pickup（1986）
- 『サンタモニカ・ダンディ』 Dead-Bang（1989）
- 『対決』 The Fourth War（1990）
- 『イヤー・オブ・ザ・ガン』 Year of the Gun（1991）
- 『ウォール・オブ・アッティカ/史上最大の刑務所暴動』 Against The Wall（HBO 1994）
- 『バーニング・シーズン』 The Burning Season（HBO 1994）
- 『D.N.A./ドクター・モローの島』 The Island of Dr. Moreau（1996）
- 『ジョージ・ウォレス/アラバマの反逆者』 George Wallace（TNT 1997）
- 『RONIN』 Ronin（1998）
- 『レインディア・ゲーム』 Reindeer Games（2000）
- 『ジョンソン大統領/ヴェトナム戦争の真実』 Path To War（HBO 2002）